# والي داونز
والي داونز (بالإنجليزية: Wally Downes)‏ (9 يونيو 1961 في المملكة المتحدة - ) هو مدرب كرة قدم ولاعب كرة قدم بريطاني في مركز الوسط. لعب مع شيفيلد يونايتد ونيوبورت كونتي ونادي هايز ونادي ويمبلدون.

## وصلات خارجية
- والي داونز على موقع قاعدة بيانات كرة القدم.إي يو (الإنجليزية)
- والي داونز على موقع Soccerbase.com (مدرب) (الإنجليزية)